# Одоевский, Семён Васильевич
Семён Васи́льевич Одо́евский (ум. после 1543) — князь, боярин и воевода на службе у московских князей Василия III и Ивана Грозного.
Рюрикович в XVII поколении из князей Одоевских, отрасли князей Новосильских. Сын воеводы и боярина Василия Семёновича Швиха. От брака имел трёх сыновей Михаила, Фёдора и Даниила. Его вдова после смерти мужа постриглась под именем Анисья и учредила в Одоевской волости Алексеевский девичий монастырь, в котором стала настоятельницей.
В 1533 году командовал большим полком в Туле для обороны южных рубежей со стороны Крыма. В мае того же года отправлен в Новгород Северский для замены воеводы Семёна Пункова-Микулинского.
В июле 1543 года – первый воевода в Серпухове.
Его сестра, Мария Васильевна, была замужем за Петром Ивановичем Головиным.